# Microgale majori
Microgale majori is een zoogdier uit de familie van de tenreks (Tenrecidae). De wetenschappelijke naam van de soort werd voor het eerst geldig gepubliceerd door Oldfield Thomas in 1918.

## Voorkomen
De soort komt voor in Madagaskar.